# 相本久美子
相本 久美子（あいもと くみこ、1958年5月27日 - ）は日本の女優、タレント、アイドル。本名：倉内 久美子（くらうち くみこ）。旧姓：相本。旧芸名：近藤久美子。血液型：B型。身長：160cm。身長158cm、B80cm、W59cm、H85cm（1976年8月）。
東京都港区出身。所属事務所はスペースプロ → 芸映プロダクション、歌手活動当時のレコード会社はCBSソニー → 東芝EMI。

## 来歴・人物
1958年5月27日誕生。父親は警察官であった。中学3年在学中の1973年9月1日、牧葉ユミのサイン会場に於いて牧葉本人から直接スカウトされ、1974年9月21日、「近藤久美子」の芸名とシングル『小さな抵抗』で歌手デビューする。
1975年、雑誌の企画で西城秀樹と共演したことがきっかけで芸映プロに移籍する。相本によれば複数の新人歌手と西城との連載企画だったが、取材終了後、西城が芸映に彼女の移籍を推薦したという。
1976年、芸名を本名の「相本久美子」に改名。以降、歌・ドラマ・司会・雑誌のグラビアと多方面で活躍し、マルチタレントの先駆け的な存在となった。明治大学付属中野高等学校卒業。
初代児島美ゆきに代わり、1976年6月から1981年まで『TVジョッキー』の司会を務める。メイン司会の土居まさるの補佐兼マスコット的なポジションだったが、（番組内の「奇人・変人コーナー」の参加者の去り際に相本が言う参加賞の「白いギターとジーンズをお持ち帰り下さい」は常套句であった）この番組は生放送だったこともあってハプニングが絶えず、頭の回転が速い彼女は時に、蛇が苦手だった土居（出てくると場を放棄して逃げていた）に代わって進行を取り仕切ったことも多々あった。
また、当時『TVジョッキー』の衣装にミニスカートを選ぶことが多く、均整の取れたスタイルと長い手足にミニの衣装や水着がよく映えたことから、この時期、数多くの雑誌のグラビアや表紙を飾ることになった。
歌手活動に関しては、彼女自身の歌唱は一定の水準を満たしていたが、事務所移籍後、積極的に取り組んだのが二十歳前後と、アイドル歌手としてはやや年齢が高かった。またアイドル歌謡全体がニューミュージックの台頭で一時停滞し、その後いわゆる1980年デビュー組によって一気に世代交代した時期と活動期間が重なったこともあり、レコードセールス的には振るわず、各種賞番組に絡むことはなかった。
2023年10月15日現在、小学生の孫2人と同居している。

## ディスコグラフィ
- シングルは1974年から1981年迄の間に14枚発売されたが、オリコンチャートベスト10に到達した曲はない（最高は『初夏景色』の59位）。また、アルバムはオリジナルが2枚発売されている。

- 2015年9月に34年ぶりの新曲初のCDシングル『Dearest for you』を発売した。

### シングル
- 1〜3：近藤久美子名義、4〜：相本久美子名義。
  - 1〜9：CBS・ソニー、10〜14：東芝EMI、15：nobara records

| #  | 発売日          | A/B面 | タイトル                     | 作詞       | 作曲       | 編曲            | 規格品番  |
| -- | --------------- | ----- | ---------------------------- | ---------- | ---------- | --------------- | --------- |
| 1  | 1974年 9月21日  | A面   | 小さな抵抗                   | 千家和也   | 森田公一   | 高田弘          | SOLB-175  |
| 1  | 1974年 9月21日  | B面   | くちづけの誤解               | 千家和也   | 森田公一   | 馬飼野俊一      | SOLB-175  |
| 2  | 1975年 1月21日  | A面   | 聞きたいことがあるの         | 千家和也   | 穂口雄右   | 穂口雄右        | SOLB-211  |
| 2  | 1975年 1月21日  | B面   | 海の見える丘                 | 千家和也   | 穂口雄右   | 穂口雄右        | SOLB-211  |
| 3  | 1975年 6月1日   | A面   | 1と5                         | 千家和也   | 森田公一   | 高田弘          | SOLB-275  |
| 3  | 1975年 6月1日   | B面   | いちごの涙                   | 千家和也   | 森田公一   | 高田弘          | SOLB-275  |
| 4  | 1976年 3月21日  | A面   | 初夏景色                     | 阿久悠     | 森田公一   | 馬飼野俊一      | SOLB-396  |
| 4  | 1976年 3月21日  | B面   | 悲しみ日記                   | 阿久悠     | 森田公一   | 馬飼野俊一      | SOLB-396  |
| 5  | 1977年 7月21日  | A面   | さよならはそれから           | 麻生香太郎 | 佐藤健     | 林哲司          | 06SH-39   |
| 5  | 1977年 7月21日  | B面   | ひとりごと                   | 佐藤順英   | 西島三重子 | 林哲司          | 06SH-39   |
| 6  | 1978年 5月21日  | A面   | 涙のドライブ                 | 橋本淳     | 平尾昌晃   | 萩田光雄        | 06SH-341  |
| 6  | 1978年 5月21日  | B面   | 恋の振子                     | つのだひろ | つのだひろ | 馬飼野康二      | 06SH-341  |
| 7  | 1978年 10月21日 | A面   | ヒロイン                     | 橋本淳     | 平尾昌晃   | 萩田光雄        | 06SH-400  |
| 7  | 1978年 10月21日 | B面   | しあわせへの階段             | 橋本淳     | 平尾昌晃   | 萩田光雄        | 06SH-400  |
| 8  | 1979年 2月25日  | A面   | チャイナ・タウンでよろめいて | 松本隆     | 穂口雄右   | 矢野誠          | 06SH-458  |
| 8  | 1979年 2月25日  | B面   | あの日、雨が降らなければ…    | 松本隆     | 穂口雄右   | 矢野誠          | 06SH-458  |
| 9  | 1979年 6月21日  | A面   | お熱いのはお好き?            | 松本隆     | 穂口雄右   | 大村雅朗        | 06SH-552  |
| 9  | 1979年 6月21日  | B面   | 飛んで火にいる夏の恋         | 松本隆     | 穂口雄右   | 大村雅朗        | 06SH-552  |
| 10 | 1980年 2月5日   | A面   | 5つの銅貨                    | 門谷憲二   | 和泉常寛   | 村岡建          | TP-10675  |
| 10 | 1980年 2月5日   | B面   | アモーレアモーレアモーレ     | 門谷憲二   | 和泉常寛   | 村岡建          | TP-10675  |
| 11 | 1980年 5月21日  | A面   | サマー・セイリング           | 竜真知子   | 小田裕一郎 | 信田かずお      | TP-10734  |
| 11 | 1980年 5月21日  | B面   | オーシャン・ブルー           | 竜真知子   | 小田裕一郎 | 信田かずお      | TP-10734  |
| 12 | 1980年 11月21日 | A面   | EASY                         | 康珍化     | 小田裕一郎 | 松井忠重        | TP-17090  |
| 12 | 1980年 11月21日 | B面   | キス・ミー・イン・ザ・レイン | 康珍化     | 小田裕一郎 | 松井忠重        | TP-17090  |
| 13 | 1981年 3月21日  | A面   | 揺れながらハーバーライト     | 小林和子   | 穂口雄右   | 上田薫 穂口雄右 | TP-17143  |
| 13 | 1981年 3月21日  | B面   | そして…ひとり                | 小林和子   | 穂口雄右   | 上田薫 穂口雄右 | TP-17143  |
| 14 | 1981年 7月5日   | A面   | 夏☆なのにI LOVE YOU          | 小林和子   | 穂口雄右   | 穂口雄右        | TP-17181  |
| 14 | 1981年 7月5日   | B面   | あなたの海からラブレター     | 小林和子   | 穂口雄右   | 穂口雄右        | TP-17181  |
| 15 | 2015年 9月20日  | 01    | Dearest for you              | 雨音琴美   | 浅見昂生   | 浅見昂生        | NBCM-0001 |
| 15 | 2015年 9月20日  | 02    | 星影のスローダンス           | 夏海蒼穹   | 浅見昂生   | 浅見昂生        | NBCM-0001 |

### アルバム

#### ベスト・アルバム
- GOLDEN☆BEST limited 近藤久美子／相本久美子（2010年6月18日／DYCL-248）

### タイアップ曲
| 年     | 楽曲     | タイアップ                            |
| ------ | -------- | ------------------------------------- |
| 1976年 | 初夏景色 | TBS系ドラマ「花吹雪はしご一家」挿入歌 |

## 書籍

### エッセイ
- 片想い（1979年10月15日発行、KKベストセラーズ） - フォト＆ポエム、エッセイ
- 愛なのにMiss Lonely　いつかめぐり逢うあなたへ（1981年8月20日初版、ワニブックス）
- 四半世紀のないしょ話（1999年5月27日発行、ネコパブリッシング）

### 写真集
- 相本久美子写真集　フォトメッセージをあなたへ（1982年1月5日発行、近代映画社）

## 関連書籍
- 「20世紀を輝いた美女たち」スター青春グラフィティ 池谷朗[昔]写真館 ISBN 4-87709-374-5

## 出演

### バラエティー・教養番組
- 学校そば屋テレビ局（1974年 - 1975年、TBS） - 近藤久美子名義
- 君こそスターだ!（1976年10月 - 1978年3月、フジテレビ） - 司会
- TVジョッキー（1976年 - 1981年、日本テレビ） - 司会
- 趣味講座 ベストテニス（NHK教育テレビ、1983年10月 - 1984年11月 ※司会）
- 第9回オールスター! 紅白水泳大会（フジテレビ）
- 第11回オールスター水泳大会（フジテレビ）
- ぴったし カン・カン（1980年代前半、TBS） - 準レギュラー
- スーパーJチャンネル（テレビ朝日） - 2002年頃まで金曜レギュラー、料理の裏技担当
- 午後は○○おもいッきりテレビ（2001年以降、日本テレビ） - ゲストコメンテーター
- 東海道 人情ふれあい珍道中ローカル路線バス乗り継ぎの旅（2008年3月22日、テレビ東京）

### テレビドラマ
- 水曜劇場「花吹雪はしご一家」（1975年11月12日 - 1976年5月12日、TBS）
- 非情のライセンス 第2シリーズ 第122話「母恋し」（1977年3月17日、NET） - ゆかり 役
- 金曜ドラマ「白い荒野」（1977年10月7日 - 1978年3月31日、TBS）
- 新幹線公安官 第2シリーズ 第9話「銀の鈴は見ていた」（1978年5月29日、テレビ朝日）
- 体験時代（1979年10月9日 - 12月18日、東京12チャンネル）- 久美子 役
- 青春諸君!夏（1980年、TBS）
- 虹子の冒険（1980年、テレビ朝日）- 高橋亜矢子 役
- あおねえさん（1981年、東海テレビ）
- 火曜サスペンス劇場（日本テレビ）
  - 「朝まで待てない」（1983年5月3日）※友情出演
  - 「検事霧島三郎7」（1999年10月26日）
  - 「化身」（2005年）
- 土曜ワイド劇場（テレビ朝日）
  - 「殺人フィルムへの招待」（1982年7月31日）
  - 「狙われた婚約者」（1985年1月19日）
  - 「火の粉」（2005年、朝日放送）
  - 「×イチ女刑事 ONNA-DEKA 白い恐怖!」（2005年、朝日放送）
  - 「殺人スタント2」（2006年7月15日、朝日放送）
- ライオン奥様劇場「動物だぁーいすき!」（1983年8月1日 - 8月26日、フジテレビ）
- ザ・サスペンス「黄金流砂」（1983年8月20日、TBS）
- 木曜ゴールデンドラマ「火の女」（1984年、読売テレビ）
- 太陽にほえろ! PART2 第6話「心満たされず…」（1987年1月9日、日本テレビ） - 剣持千鶴
- ハートにS（1995年、フジテレビ）
- 花王愛の劇場「ひよこたちの天使」（1996年4月15日 - 1996年5月31日、TBS）
- しおり伝説〜スター誕生〜（1999年2月1日 - 3月29日、中部日本放送）
- 月曜ドラマスペシャル「早乙女千春の添乗報告書10・山梨湯けむりツアー殺人事件」（2000年10月16日、TBS）
- e's 危険な扉-愛を手錠で繋ぐ時-（2001年、テレビ朝日）
- 愛の劇場「ママまっしぐら!2」（2001年、TBS）
- 京都鴨川東署迷宮課・おみやさん（テレビ朝日）
  - 第1シリーズ（2002年5月9日 - 7月18日）
  - 第2シリーズ（2003年4月17日 - 6月26日）
  - 第3シリーズ（2004年6月17日 - 9月16日）
  - 第4シリーズ（2005年4月21日 - 6月23日）
  - 第6シリーズ（2008年）
- 月曜ミステリー劇場（TBS）
  - 「名探偵キャサリン13」（2003年11月10日）
  - 「血痕 警科研・湯川愛子の鑑定ファイル」（2004年）
- 愛の劇場「温泉へ行こう」（2004年11月29日 - 2005年2月18日、TBS）
- 名奉行!大岡越前 第1話「白子屋お駒」（2005年4月18日、テレビ朝日）
- 時代屋の女房（2006年、日本テレビ）
- 雨やどりの恋〜うさぎと亀より〜（2006年、日本テレビ）
- 火曜ドラマゴールド「出張料理人〜最期の晩餐届けます〜」（2006年11月14日、日本テレビ）
- 月曜ゴールデン「捜し屋★諸星光介が走る!3」（2007年4月16日、TBS）
- 4姉妹探偵団 第2話（2008年、朝日放送・テレビ朝日） - 白鳥君代 役
- オーバー30（2009年、中部日本放送）
- メイド刑事 第2話（2009年7月3日、テレビ朝日） - 三津田朋美 役
- 毒姫とわたし（2011年9月5日 - 10月28日、東海テレビ） - 鈴木佳子 役
- ハンチョウ〜警視庁安積班〜 第5話（2012年5月7日、TBS） - 大友尚子 役
- 赤と黒のゲキジョー「浅見光彦シリーズ51・中央構造帯」（2014年12月5日、フジテレビ） - 渡辺英子

### 映画
- 美女放浪記（1977年、松竹） - 生駒さより 役
- HERO 天使に逢えば…（2004年、エンターテイメント倶楽部）
- 東京大学物語（2006年、スープレックス、エム・エフボックス） - 遥の母親 役
- ヨシナカ伝説 義仲穴〜ぎちゅうけつ〜（2014年、カエルカフェ）

### ミュージカル
- 小公子セディ（2000年、イマジンミュージカル）
- アルプスの少女ハイジ（2002年・2003年公演、イマジンミュージカル）
- ハッピーファミリー(2005年)
- 森は生きている（2006年、ライズ・プロデュース）

### ラジオ
- ゴー・ゴー・ナイアガラ（1982年、TBSラジオ）
「クイズ ソシラファソン」のコーナーに「五月夢子」の変名で司会として出演。
- くず哲也の日曜はダメよ（ニッポン放送）[1]
- コーセー歌謡ベスト10 （1985年10月 - 1987年9月、エフエム東京）[1]

### CM・広告媒体
- 営団地下鉄 マナーポスター
- P&G
- 東京ガス（1977年）[4]
- 雪印「ネオホイップ」（1978年）
- ライオン油脂「エメロンスキンクリーム」（1979年頃）
- シチズン「シチズンクオーツ コスモスター」
- ハウス「ミネラル麦茶」
- ニチイ
- 花王「タッチ（柔軟剤）」